# 布瑟克隕石研究中心
布瑟克隕石研究中心（英語：Buseck Center for Meteorite Studies）成立於1960年，位於亞利桑那州立大學的亞利桑那州州立大學坦佩校區，擁有世界上最大的大學隕石收藏。該藏品包含1,600多個不同的墜落隕石和發現隕石的標本，並在國際上積極用於行星、地質和太空科學的研究。該中心還經營著一個對公眾開放的隕石博物館。
在2021年，隕石研究中心是為了紀念彼得·R·布瑟克教授而命名的。

## 來源和外部連結
- Center for Meteorite Studies official website （页面存档备份，存于）
- ASU Museums: Center for Meteorite Studies
- Map: 33°25′16″N 111°55′55″W / 33.42111°N 111.93194°W